# Palacio de San Telmo

Palacio de San Telmo

Der Palacio de San Telmo (Palast von San Telmo) ist ein historisches Gebäude in der spanischen Stadt Sevilla. Das Gebäude dient heutzutage als Sitz der autonomen Regierung Andalusiens.

## Geschichte
Das Gebäude wurde 1682 außerhalb der damaligen Stadtmauer gebaut. Zunächst diente das Gebäude als Seefahrtsschule zur Ausbildung von Waisen (Universidad de Mareantes).
Danach diente der Bau als Colegio de Marina, bis es schließlich zum Colegio de Náutica wurde (bis 1847). Der Palast hatte danach mehrere Nutzungen von verschiedenen Lehreinrichtungen und diente von 1901 bis 1989 als Akademie. Die Gärten des Palast wurden 1929 Teil des heutigen María-Luisa-Park und somit der Öffentlichkeit zugänglich gemacht.

## Architektur
Die heutige Fassade des Gebäudes stammt aus der Barockzeit. Der Palast hat mehrere Innenhöfe und einen zentralen Innenhof. Einer dieser Innenhöfe dient als Eingang zu der eigenen Barockkirche, die von Leonardo de Figueroa geplant und erbaut wurde. Die Fassade stammt aus dem Jahr 1757. Der Haupteingang wird auf beiden Seiten von drei Säulen flankiert und hat über der großen Tür einen Balkon. Dieser wird von Atlanten getragen.
Auf einer Seite des Gebäudes befindet sich eine Figurengruppe, genannt Galería de los doce sevillanos ilustres. Diese zwölf lebensgroße Skulpturen schuf der Bildhauer Antonio Susillo (1855–1896) im Jahre 1895. Alle Dargestellten sind bekannte Persönlichkeiten aus der Geschichte Sevillas, welche einen Bezug zu den spanischen Kolonien hatten.
| - Juan Martínez Montañés (1568–1649), Bildhauer - Rodrigo Ponce de Léon (1443–1493), Offizier - Diego Velázquez (1599–1660), Maler - Miguel Mañara (1627–1679), Philanthrop - Lope de Rueda (1627–1679), Schriftsteller - Diego Ortiz de Zúñiga (1636–1680), Historiker | - Fernando de Herrera (un 1534–1597), Lyriker - Luis Daoíz (1767–1808), Offizier - Benedictus Arias Montanus (1527–1598), Theologe - Bartolomé Esteban Murillo (1618–1682), Maler - Fernando Afán de Ribera (1583–1637), Diplomat - Bartolomé de Las Casas (um 1485–1566), Theologe |